# Gaston Zossou
Gaston Zossou, Gaston Zossou, né le 1er octobre 1954 à Porto-Novo au Bénin est un ancien ministre du gouvernement du président Mathieu Kérékou, enseignant, auteur, entrepreneur et une personnalité politique béninois.

## Biographie

### Enfance et formations
Gaston Zossou est né le 1er octobre 1954 à Porto-Novo.

## Carrière
Gaston Zossou commence sa vie professionnelle comme enseignant d'anglais. Il se lance dans l'entrepreneuriat agricole en produisant de l'ananas. Il est révélé au peuple béninois lors de son entrée au gouvernement du Général Mathieu Kérékou en tant que ministre de la communication et de la promotion des technologies nouvelles puis ministre de la Culture, de la communication et porte-parole du gouvernement entre 1999 et 2005,. Nommé directeur général de la Loterie nationale du Bénin le 31 mai 2016, il entre en fonction le jeudi 3 juin 2016. Gaston Zossou publie en 2000 Au nom de l’Afrique chez L’Harmattan, un essai politique dans lequel il pose un diagnostic sur le mal qui saigne le continent africain et les moyens pour s'en sortir,.
Il est également le président du club de football Loto Popo FC.

## Ouvrages
Gaston Zossou est auteur de plusieurs ouvrages littéraires dont des essais et des romans,:
Essais
• Au nom de l’Afrique, L’Harmattan, 2000;
• Le Devoir de parler, Tamarin, 2014
Romans chez Riveneuve Editions
La guerre des choses dans l'ombre;
• Ces gens-là sont des bêtes sauvages, 2008;
• Crabe de métal pur, 2009
• Un os dans la gorge des dieux, 2012
• Les Enfants de sable, 2015
• La Femme au portefeuille, 2017